# Parlamentswahl in San Marino 2019
- RETE: 11
- DML: 4
- Libera: 10
- NplR: 8
- RF: 6
- PDCS: 21

Die Parlamentswahl in San Marino fand am 8. Dezember 2019 statt. Gewählt wurden alle 60 Sitze des Großen und Allgemeinen Rates. Nach der Wahl wurde eine Koalition aus PDCS, RETE, DML und NplR gebildet. Die Regierung verfügt 44 Sitze und damit über eine Zweidrittelmehrheit.

## Wahlsystem
Die 60 Mitglieder des Großen und Allgemeinen Rates werden im Verhältniswahlrecht gewählt, wobei die Sitze nach der D’Hondt-Methode vergeben werden.
Für Parteien gilt eine 3,5% Sperrklausel.
Wenn keine Partei und kein Wahlbündnis eine Mehrheit bekommt, kommt es zu einer Stichwahl.

## Ergebnis
| Wahlbündnisse         | Wahlbündnisse                               | Listen                                      | Stimmen | %    | Mandate |
| --------------------- | ------------------------------------------- | ------------------------------------------- | ------- | ---- | ------- |
|                       | Partito Democratico Cristiano Sammarinese   | Partito Democratico Cristiano Sammarinese   | 5.993   | 33,3 | 21      |
|                       | Domani in Movimento                         | Movimento RETE                              | 3.276   | 18,2 | 11      |
| Domani – Motus Liberi | Domani in Movimento                         | 1.112                                       | 6,2     | 4    |         |
| Koalitionsstimmen     | Domani in Movimento                         | 57                                          | 0,3     | –    |         |
| ↳ Gesamt              | Domani in Movimento                         | 4.445                                       | 24,7    | 15   |         |
|                       | Libera San Marino (MC10, SSD, MIS, RS)      | Libera San Marino (MC10, SSD, MIS, RS)      | 2.964   | 16,5 | 10      |
|                       | Noi per la Repubblica (NS, PSD, PS, MD-SMI) | Noi per la Repubblica (NS, PSD, PS, MD-SMI) | 2.359   | 13,1 | 8       |
|                       | Repubblica Futura                           | Repubblica Futura                           | 1.850   | 10,3 | 6       |
|                       | Ēlego per una Nuova Repubblica              | Ēlego per una Nuova Repubblica              | 361     | 2,0  | –       |
| Gesamt                | Gesamt                                      | Gesamt                                      | 17.972  | 100  | 60      |
|                       |                                             |                                             |         |      |         |
| Ungültige Stimmen     | Ungültige Stimmen                           | Ungültige Stimmen                           | 1.262   | 6,6  |         |
| Wähler                | Wähler                                      | Wähler                                      | 19.234  | 55,7 |         |
| Wahlberechtigte       | Wahlberechtigte                             | Wahlberechtigte                             | 34.511  |      |         |

| Parteien im neuen ParlamentInsgesamt 60 Sitze - Libera: 10 - DML: 4 - RETE: 11 - NplR: 8 - RF: 6 - PDCS: 21 | Koalitionen im neuen ParlamentInsgesamt 60 Sitze - Libera: 10 - CDC: 15 - NplR: 8 - RF: 6 - PDCS: 21 |

## Regierungsbildung
- Sonst.: 16
- RETE: 11
- DML: 4
- NplR: 8
- PDCS: 21

Nach der Wahl wurde eine Koalition aus PDCS, RETE, DML und NplR gebildet. Die Regierung verfügt 44 Sitze und damit über eine Zweidrittelmehrheit.